# Lý Cảo
Lý Cảo (tiếng Trung: 李暠; bính âm: Lǐ Gǎo; 351 – 417), tên tự Huyền Thịnh (玄盛), biệt danh là Trường Sinh (長生), là vị vua khai quốc của nước Tây Lương trong lịch sử Trung Quốc. Trong thời gian cai trị, ông chỉ xưng tước Công.
Ban đầu là một quan của Bắc Lương, song vào năm 400, ông đã ly khai khỏi Đoàn Nghiệp và tự lập nên một nước độc lập. Đất nước của ông chỉ tồn tại trong 21 năm, song các hậu duệ của ông tiếp tục là các đại thần và quý tộc chủ chốt tại Bắc Ngụy, Tây Ngụy, Bắc Chu, và nhà Tùy, và một người trong số họ, Lý Uyên, đã lập nên nhà Đường.
Sau khi nhà Đường được lập, ông được Đường Huyền Tông truy phong là Hưng Thánh Hoàng đế (興聖皇帝).

## Tiểu sử
Lý Cảo sinh năm 351, khi ấy cha ông là Lý Sưởng (李昶) đã qua đời, và có tổ tiên là tướng Lý Quảng của nhà Hán. Sau khi Lý Sưởng qua đời, mẹ của Lý Cảo tái giá với một người đàn ông họ Tống, và bà sinh cho người này ít nhất một người con trai nữa có tên là Tống Dao (宋繇). Khi Lý Cảo còn trẻ tuổi, ông được biết đến với tính hiếu học, có lý trí, và cởi mở. Đến khi lớn hơn, ông cũng học các binh pháp của Tôn Tử và Ngô Khởi. Trong một thời gian dài, ông đã sống chung nhà với em trai Tống Dao. Quách Nôn (郭黁), một triều thần của nước Hậu Lương dưới thời hoàng đế Lã Quang, ông ta được biết đến với tài yêu thuật và tiên tri. Một lần Quách Nôn nói với Tống, "Vị trí của ngươi sẽ là vinh dự nhất trong tất cả các thần dân, song Lý sẽ một ngày nào đó lập ra một đất nước độc lập. Điều này sẽ xảy ra khi một con ngựa cái sinh ra một con ngựa con với cái trán trắng."
Sau khi tướng Đoàn Nghiệp, với sự giúp đỡ của các tướng Thư Cừ Nam Thành (沮渠男成) và Thư Cừ Mông Tốn, đoạn tuyệt với Hậu Lương và lập ra nước Bắc Lương vào năm 397, Lý Cảo trở thành một quan huyện dưới quyền thái thú Mạnh Mẫn (孟敏) của quận Đôn Hoàng (gần tương ứng với Đôn Hoàng, Cam Túc hiện nay). Khi Mạnh Mẫn chết năm 400, do Lý Cảo được lòng người dân nên các quan lại ở quận Đôn Hoàng đã đề nghị ông tiếp quản chức thái thú. Ban đầu, Lý Cảo do dự, song Tống đã khuyên ông chấp nhận, nói với ông rằng một con ngựa với cái trán trắng vừa mới được sinh ra. Lý Cảo do đó chấp thuận và yêu cầu sự phê chuẩn của Đoàn Nghiệp, và Đoàn Nghiệp đã đồng ý.
Tuy nhiên, viên quan Sách Tự (索嗣), một người bạn của Lý Cảo, đã cảnh báo Đoàn Nghiệp về những tham vọng của Lý Cảo và khuyên Đoàn Nghiệp không cho phép Lý Cảo tiếp tục kiểm soát Đôn Hoàng. Đoàn Nghiệp do đó đã cử Sách Tự tiếp nhận chức vụ của Lý Cảo. Lý Cảo lo sợ, ban đầu đã tiếp đón Sách Tự và chuyển giao quyền lực cho ông ta. Song do xúi giục của Tống và Trương Mạc (張邈), Lý Cảo đầu tiên cử người đến để nịnh bợ Sách Tự, và rồi tiến hành một cuộc tấn công bất ngờ Sách Tự, đánh bại và buộc ông ta phải chạy trốn trở lại kinh thành Trương Dịch (張掖, nay thuộc Trương Dịch, Cam Túc) của Hậu Lương. Lý Cảo giận dữ trước sự phản bội của Sách Tự, sau đó đã cử sứ giả đến chỗ Đoàn Nghiệp để yêu cầu ông ta giết chết Sách Tự. Thư Cừ Nam Thành cũng không ưa gì Sách Tự nên cũng khuyên Đoàn Nghiệp xử tử Sách Tự để bình định Lý Cảo, và Đoàn Nghiệp đã làm như vậy.
Đến năm 400, thuộc cấp của Lý Cảo là Đường Dao (唐瑤) đã tuyên bố sáu quận quanh Đôn Hoàng ly khai và trao quyền quản lý cho Lý Cảo. Lý Cảo đã chấp thuận và lấy tước hiệu là Lương công (涼公), lập ra nước Tây Lương.

## Thời kỳ đầu trị vì
Năm 401, thành Tửu Tuyền (酒泉, nay thuộc Tửu Tuyền, Cam Túc) của Bắc Lương đã về tay ông, và trong bối cảnh Hậu Tần tấn công Hậu Lương cùng năm, điều này đã khiến Thư Cừ Mông Tốn (người đã giết chết Đoàn Nghiệp vào hồi đầu năm và chiếm lấy quyền cai trị Bắc Lương) đã tính đến việc đầu hàng Hậu Tần, mặc dù vậy, Thư Cừ Mông Tốn sau đó đã quyết định chống lại và tiếp tục sự tồn tại của Bắc Lương. Tuy nhiên, trong hoàn cảnh Hậu Tần đang mạnh, Lý Cảo đã khuất phục Hậu Tần trên danh nghĩa và trở thành một chư hầu.
Năm 404, Thế tử của Lý Cảo là Lý Đàm (李譚) qua đời, và ông lập em trai của Lý Đàm là Lý Hâm làm Thế tử mới.
Năm 405, Lý Cảo tuyên bố thêm các tướng hiệu kính cẩn, và trong thời gian này, trong khi không từ bỏ việc thần phục Hậu Tần, ông cũng cử sứ thần đến Đông Tấn yêu cầu được trở thành chư hầu. Ông cũng chuyển kinh đô từ Đôn Hoàng đến Tửu Tuyền, sát kinh thành Trương Dịch của Bắc Lương hơn, tạo thêm áp lực cho Bắc Lương. Ông cũng viết một lá thư cho tất cả các con trai, bức thư này vẫn còn tồn tại cho đến nay, trong đó khuyến khích họ cởi mở và suy nghĩ một cách hợp lý, và cố gắng hòa nhã.
Năm 406, Lý Cảo lập minh ước hòa bình với vua Thốc Phát Nục Đàn của Nam Lương, ngầm hiểu là một liên minh chống lại Bắc Lương, song sau đó đã không có hoạt động quân sự liên hiệp nào diễn ra. Cũng trong năm đó, Thư Cừ Mông Tốn thực hiện một cuộc tấn công vào Tửu Tuyền, và Lý Cảo đã phải chịu một thất bại trước Thư Cừ Mông Tốn gần Tửu Tuyền và buộc phải trở về thủ thành để đối phó với một cuộc bao vây có thể xảy ra, song Thư Cừ Mông Tốn đã không có đủ sức mạnh để vây thành và phải rút lui.

## Thời kỳ cuối trị vì
Năm 408, khi không được hồi đáp gì kể từ khi cử sứ giả đến vào năm 405, Lý Cảo lại cử một sứ giả khác cùng với kiến nghị của mình đến kinh thành Kiến Khang của Đông Tấn.
Năm 410, Thư Cừ Mông Tốn tấn công Tây Lương và đánh bại thế tử Lý Hâm trong trận chiến, bắt được tướng Chu Nguyên Hổ (朱元虎). Lý Cảo phải dùng vàng và bạc để chuộc lại Chu, và Thư Cừ Mông Tốn đã thả Chu và thiết lập hòa bình với Lý Cảo.
Năm 411, Thư Cừ Mông Tốn đã phá vỡ thỏa thuận hòa bình trước đó khi tấn công bất ngờ vào Tây Lương. Lý Cảo bảo vệ kinh thành và từ chối giao chiến với Thư Cừ Mông Tốn, và Bắc Lương sau đó đã rút quân do cạn nguồn lương thảo. Lý Cảo sau đó cử Lý Hâm đi đánh quân Bắc Lương đang rút, và Lý Hâm đã giành được một thắng lợi lớn trước Thư Cừ Mông Tốn, bắt được tướng Thư Cừ Bách Niên (沮渠百年).
Năm 416, thuộc hạ của Lý Cảo là Sách Thừa Minh (索承明) đã đề xuất rằng ông nên đánh Bắc Lương. Lý Cảo triệu tập Sách và giải thích rằng mình không có đủ sức mạnh để làm như vậy và rằng Sách nếu thực sự muốn tiến hành kế hoạch thì đừng nên chỉ đề xuất kế hoạch suông. Trong sợ hãi và xấu hổ, Sách đã xin lui.
Năm 417, Lý Cảo lâm bệnh, và ông giao phó Lý Hâm cho em trai Tống Dao, nói rằng:"Sau khi ta chết, Thế tử sẽ là con trai đệ. Do đó, hãy rèn luyện nó.". Ông đã qua đời sau đó, và Lý Hâm lên kế vị. Mặc dù Lý Cảo chỉ xưng Công, ông được truy phong thụy hiệu vương, là Vũ Chiêu vương (武昭王), miếu hiệu là Thái Tổ.

## Gia quyến
- Thê thiếp :

1. Tân phu nhân (辛夫人), người huyện Lũng Tây, con gái của Tân Nạp (辛纳). Nguyên phối thê tử, là người đoan trang lại kính cẩn nên được Lý Cảo yêu quý , mất trước khi thành lập Tây Lương.
2. Doãn phu nhân (尹夫人), người Thiên Thủy, ban đầu lấy người huyện Phù Phong tên Mã Nguyên Chính (馬元正). Kế phối thê tử, được Lý Hâm tôn vị Thái hậu, qua đời tại Nghĩa Ô.

- Con cái :
  - Con trai :

1. Trưởng tử Lý Đàm (李谭; ? - 404), Tân phu nhân sinh, được phong Thái tử nhưng mất sớm.
2. Nhị tử Lý Hâm (李歆; ? - 420), Doãn phu nhân sinh, kế vị. 
  1. Lý Trọng Nhĩ (李重耳) , nhậm Thái thú quyền Hoằng Nông , Dự Châu. 
    1. Lý Hi (李熙), được Lý Uyển truy phong Tuyên Giản công (宣简公), sau truy phong Tuyên Hoàng đế (宣皇帝), miếu hiệu Hiến Tổ (獻祖). Chính thê Trương thị (张氏) được truy phong Tuyên Hiến Hoàng hậu (宣獻皇后). 
      1. Lý Thiên Tích (李天錫), nhậm Công bộ Thượng thư của Tây Ngụy. Được Lý Uyển truy phong Ý vương (懿王), sau truy phong Quang Hoàng đế (光皇帝), miếu hiệu Ý Tổ (懿祖). Chính thê Giả thị (贾氏) được truy phong Quang Ý Hoàng hậu (光懿皇后).
        1. Lý Khởi Đầu (李起头), được phong Trường An hầu (長安侯).
        2. Đường Thái Tổ Lý Hổ , cha của Lý Uyên.
        3. Lý Khật Đậu (李乞豆), nhậm Thái thú Định Châu. 
          1. Lý Trinh (李貞), được phong Khai Hóa Quận công (開化郡公).
3. Tam tử Lý Nhượng (李让), được phong Tân Hương hầu (新乡侯), khi mất truy thụy "Mục" (穆).
4. Tứ tử Lý Âm (李愔), nhậm Thái thú Đôn Hoàng.
5. Ngũ tử Lý Tuân (李恂; ? - 421), Doãn phu nhân sinh, kế vị.
6. Lục tử Lý Phiên (李翻), nhậm Thái thú ba quận Kì Liên , Tửu Tuyền , Tấn Xương. Chính thê Tấn Xương Đường thị (晋昌唐氏) - con gái Vĩnh Hưng hầu Đường Dao (唐瑤) ; kế thê Thiên Thủy Doãn thị (天水尹氏), con gái Trương Dịch Huyện lệnh Doãn Vĩnh (尹永). 
  1. Lý Bảo (李宝; 407 - 459), sau khi Lý Hâm thất thủ thì tái chiếm Đôn Hoàng và tái lập Hậu Tây Lương, sau quy phục Bắc Ngụy nên được phong Đôn Hoàng công (敦煌公). Chính thê Kim Thành Dương thị (金城杨氏) - con gái Tham quân Dương Huy (杨袆) ; kế thê Lũng Tây Bành thị (陇西彭氏) - con gái Thái thú Tây Hải là Bành Nam (彭含). 
    1. Lý Thừa (李承; 431 - 475), kế thừa tước vị, được phong Cô Tang hầu (姑臧侯), là thủy tổ nhánh Cô Tang của Lũng Tây Lý thị. Chính thê Thái Nguyên Vương thị, con gái Mục hầu Vương Tuệ Long (王慧龙). 
      1. Lý Thiều (李韶; 453 - 524), được phong An Thành Huyện bá (安城县伯). Chính thê Huỳnh Dương Trịnh thị (荥阳郑氏), con gái Nam Dương Văn công Trịnh Hi (郑羲). 
        1. Lý Dụ (李玙; 482 - 553), được phong Văn Cung bá (文恭伯).
        2. Lý Cẩn (李瑾; 490 - 528), bị giết trong sự biến Hà Âm , truy phong Thứ sử Tề Châu.
        3. Lý Toản (李瓒) 
          1. Lý Tu Niên (李脩年), nhậm Tham quân.
          2. Lý thế phụ, phi tần của Bắc Ngụy Hiếu Minh Đế.

      2. Lý Ngạn (李彦; ? - 524), nhậm đến Tuần phủ Vĩnh Châu, khi mất tặng thụy "Hiếu Trinh" (孝贞), có chính thê là Thôi thị (崔氏).
      3. Lý Kiền (李虔; 457 - 530), nhậm đến Thái úy, khi mất tặng thụy "Tuyên Cảnh" (宣景).
      4. Lý Huy Nghi (李晖仪; 463 - 533), lấy Trịnh Bình Thành (郑平城). 
        1. Trịnh Thủy Dung (郑始容; 479 - 564), lấy Quảng Lăng Huệ vương Nguyên Vũ.
          1. Bắc Ngụy Tiết Mẫn Đế

        2. Trịnh Bá Du (郑伯猷), nhậm Thống đốc Yên Châu. Vợ là Khánh Dương công chúa (罄阳公主) - chắt gái của Bắc Ngụy Văn Thành Đế, con gái Văn Tuyên vương Nguyên Diên Minh (元延明).

      5. Lý Nhuy (李蕤; 464 - 505), nhậm đến Thống đốc Dự Châu, khi mất tặng thụy "Giản" (简). Chính thê là Tấn Dương Huyện quân Vương Ân Vinh (王恩荣), con gái Trung Sơn Tuyên vương Vương Duệ (王叡) - sủng thần của Phùng thái hậu. 
        1. Lý Cai (李该), nhậm Tiết độ sứ Kế Châu, bị Nhĩ Chu Trọng Viễn xử tử. 
          1. Lý Diễm Hoa (李艳华; 512 - 541), lấy Thượng Lạc Huyện nam Nguyên Tử Thúy (元子邃), con trai Văn Tuyên vương Nguyên Diên Minh (元延明).
          2. Lý thị, lấy Vũ Khang Quận công Thôi Khiêm (崔谦).

    2. Lý Mậu (李茂; 432 - 502), kế tước Đôn Hoàng công, được phong Cung hầu (恭侯). 
      1. Lý Tĩnh (李静; 466 - 520), nhậm Tuần phủ Bình Nguyên.
      2. Lý Phu (李孚; 470 - 531), nhậm Tuần phủ Thương Châu.

    3. Lý Phụ (李辅; 436 - 482), được phong Tương Vũ hầu (襄武侯), khi mất truy thụy "Huệ" (惠). 
      1. Lý Khánh Dung (李庆容; 469 - 510), lấy Thái thú Ích Dương là Tân Tường (辛祥).
      2. Lý Bá Thương (李伯尚; 473 - 501), mưu loạn cùng em rể là Hàm Dương vương Nguyên Hi (元禧), bị phát hiện và xử tử.
      3. Lý Trọng Thương (李仲尚; ? - 501), mưu loạn cùng em rể là Hàm Dương vương Nguyên Hi (元禧), bị phát hiện và xử tử.
      4. Lý Quý Khải (李季凯; 477 - 531), nhậm Binh bộ Thượng thư, Tiết độ sứ Bình Châu. 
        1. Lý Thống (李统), phong Bác Bình hầu (博平侯), nhậm quan đến Thái sư.

      5. Lý Diên Khánh (李延庆; 482 - 533), nhậm Tiết độ sứ Vĩnh Châu.
      6. Lý thị, lấy Hàm Dương vương Nguyên Hi (元禧).
      7. Lý thị, lấy Nguyên Siêu (元超) - con trai thứ ba của Ngụy Đông Dương vương Nguyên Phi (元丕).

    4. Lý Tá (李佐), nhậm Thái thú Kinh Châu, được phong Kính Dương Huyện hầu (泾阳县侯). Chính thê Lũng Tây Tân thị (陇西辛氏) - con gái Địch Đạo hầu Tân Tùng (辛松) ; kế thê Huỳnh Dương Trịnh thị (荥阳郑氏), con gái Trịnh Đình Tông (郑定宗). 
      1. Lý Bá Khâm (李伯钦; 470 - 482)
      2. Lý Tuân (李遵; 473 - 524), nhậm Thái thú Định Châu.
      3. Lý Giản (李柬), nhậm Thống đốc Tương Châu.
      4. Lý Thần Tuấn (李神俊; 478 - 541), được phong Như Cố hầu (侯如故), từng nhậm đến Thừa tướng. Chính thê Lưu Ấu Phi (刘幼妃) - con gái Văn Trinh công Lưu Phương (刘芳) ; kế thê Nguyên A Diệu (元阿妙) - con gái Văn Dương vương Nguyên Kế (元继) ; nhị kế thê là Cao Mật Trưởng công chúa Nguyên Quý Thông (元季聪; 510 - 530), cháu gái Bắc Ngụy Hiếu Văn Đế, con gái Thanh Hà Văn Hiến vương Nguyên Dịch (元怿).

    5. Lý Trùng (李冲; 450 - 498), sơ phong Thuận Dương hầu (顺阳侯), cải phong Huỳnh Dương hầu (荥阳侯), sau thăng Lũng Tây công (陇西公), sau bị giáng làm Dương Bình hầu (阳平侯) rồi Thanh Uyên hầu (清渊侯). Khi mất, truy phong Tư không, thụy "Văn Mục" (文穆). Chính thê Huỳnh Dương Trịnh thị (滎陽鄭氏) - con gái Dương Vũ hầu Trịnh Đức Huyền (郑德玄).
      1. Lý Diên Thực (李延寔; ? - 531), được phong Dương Bình vương (阳平王), bị Nhĩ Chu Triệu xử tử, truy tặng Thái sư, thụy "Hiếu Ý" (孝懿). Chính thê Phàn Dương Lô thị (范阳卢氏), con gái Cố An bá Lô Uyên (卢渊). 
        1. Lý Úc (李彧), nhậm Thống đốc Quảng Châu, bị Đông Ngụy Hiếu Tĩnh Đế xử tử. Chính thê là Phong Đình công chúa Nguyên Quý Dao (元季瑶), cháu gái Bắc Ngụy Hiến Văn Đế, con gái Bành Thành Vũ Tuyên vương Nguyên Hiệp (元勰). 
          1. Lý Đạo Đoan (李道端), phong Đông Bình Quận công (东平郡公).
          2. Lý Nghĩa Hùng (李义雄), nhậm Thái thú huyện Lang Nghiệp.
          3. Lý Lễ Thành (李礼成; 528 - ?), được phong Giáng quận công (绛郡公). Chính thê Đậu thị (窦氏), kế thê Dương thị (杨氏), con gái Dương Trung (杨忠), em gái Tùy Văn Đế.
          4. Lý Chí Nguyên (李智源; 529 - 575), nhậm Thái thú Doanh Châu.
          5. Lý Tín Tắc (李信则), nhậm Thái thú Miên Châu.

        2. Lý Bân (李彬), được phong Như Cố hầu (侯如故), khi mất truy phong Hiến hầu (献侯).
        3. Lý Chương (李彰; 510 - 531), bị Nhĩ Chu Triệu xử tử, truy phong Tuần phủ Doanh Châu.

      2. Lý Hưu Toản (李休纂), được phong Cao Dương Quận công (高阳郡公), khi mất truy phong Thừa tướng.
      3. Lý Diên Khảo (李延考; ? - 528), bị giết trong sự kiện Hà Âm, truy phong Lâm Dĩnh Huyện công (临颍县公).
      4. Lý Trường Phi (李長妃), lấy danh pháp Trịnh Đạo Chiêu (鄭道昭).
      5. Lý Trọng Ngọc (李仲玉), lấy Tư đồ Trịnh Hồng Kiến (鄭洪建).
      6. Lý Lệnh Phi (李令妃), lấy Thứ sử Thanh Châu là Lư Đạo Dụ (盧道裕).
      7. Lý Viện Hoa (李媛華; 483 - 524), lấy Bành Thành Vũ Tuyên vương Nguyên Hiệp (元勰), được truy phong Văn Mục Hoàng hậu (文穆皇后). 
        1. Nguyên Sở Hoa (元楚華), sơ phong Quang Thành Huyện chúa (光城县主), sau thăng Công chúa.
        2. Bắc Ngụy Hiếu Trang Đế Nguyên Tử Du.

      8. Lý Trĩ Phi (李稚妃), lấy Triều Dương bá Thôi Húc (崔勗).
      9. Lý Trĩ Hoa (李稚华; 498 - 564), lấy Thái úy Tham quân Nguyên Quý Hải (元季海), được phong vị Quận quân.
      10. Lý thị, phi tần của Bắc Ngụy Hiếu Văn Đế.

  2. Lý Hoài Đạt (李怀达), tập tước Đôn Hoàng công (敦煌公).
  3. Lý Tư Mục (李思穆), được phong Lạc Bình bá (乐平伯), nhậm Tuần phủ Hoa Châu. 
    1. Lý Tưởng (李奖), phong Trung thư lệnh.
7. Lý Dự (李豫) 
  1. Chắt : Lý Diễm Chi (李琰之), nhậm Thống đốc Vinh Châu. Chính thê Hà Đông Bùi thị (河东裴氏), con gái Tú tài Bùi Bảo Hoàn (裴保欢) , em gái của Bùi Lương (裴良).
8. Lý Hoành (李宏)
9. Lý Thiếu (李眺)
10. Lý Lượng (李亮)

- Con gái :

1. Lý Kính Thụ (李敬受), Tân phu nhân sinh, vốn là vợ của Lý Hâm , được phong Vương hậu, sau tái giá với Thư Cừ Mục Kiền. Thư Cừ Mục Kiền sau đó ly hôn với Lý vương hậu để lấy Vũ Uy công chúa rồi đày bà đến Tửu Tuyền , qua đời không lâu sau đó.
2. Lý Kính Ái (李敬爱) , Tân phu nhân sinh , thuở nhỏ được ngoại tổ phụ Tân Nạp nuôi dưỡng.